# Paul Lazar
 (mars 2015).
Si vous disposez d'ouvrages ou d'articles de référence ou si vous connaissez des sites web de qualité traitant du thème abordé ici, merci de compléter l'article en donnant les références utiles à sa vérifiabilité et en les liant à la section « Notes et références ».
Paul Lazar, né le 26 mars 1955 est un acteur et scénariste américain.
C'est l'acteur fétiche de Jonathan Demme.

## Filmographie
Acteur 
- 1981 : White Lies (court-métrage) de Marion Cajori
- 1983 : Streamers de Robert Atlman : MP Lieutenant
- 1988 : Veuve mais pas trop (Married to the Mob) de Jonathan Demme : Tommy
- 1991 : Le Silence des agneaux (The Silence of the Lambs) de Jonathan Demme : Pilcher
- 1991 : 29th Street de George Gallo : Needle Nose Nipton
- 1992 : Rain Without Thunder de Gary O. Bennett : non crédité
- 1992 : Lorenzo (Lorenzo's Oil) de George Miller : Professeur Duncan
- 1993 : The Debt (court métrage) de Bruno de Almeida : Le vendeur
- 1993 : Philadelphia de Jonathan Demme : Dr Kleinstein
- 1994 : Descente à Paradise (Trapped in Paradise) de George Gallo : Timmy Burnell
- 1994 : Chérie, vote pour moi (Speechless) de Ron Underwood : Harry
- 1995 : Les Aventuriers de l'or noir (The Stars Fell on Henrietta) de James Keach : Seymour
- 1997 : Arresting Gena de Hannah Weyer : Oncle John
- 1997 : Henry Fool de Hal Hartley : Docteur
- 2001 : No Such Thing, de Hal Hartley
- 2006 : The Host (Gwoemul) de Bong Joon Ho : US Doctor
- 2007 : Anamorph
- 2015 : Experimenter

Scénariste
- 2010 : Bass Ackwards (en) de Linas Phillips